# ويليام غلاسغو
ويليام غلاسغو (بالإنجليزية: William Glasgow)‏ هو مخرج فني أمريكي، ولد في 26 أبريل 1906 في يوما في الولايات المتحدة، وتوفي في 25 نوفمبر 1972 في لوس أنجلوس في الولايات المتحدة.

## وصلات خارجية
- ويليام غلاسغو على موقع IMDb (الإنجليزية)
- ويليام غلاسغو على موقع أول موفي (الإنجليزية)
- ويليام غلاسغو على موقع قاعدة بيانات الفيلم (الإنجليزية)